# Anja Lepoutre
Anja Lepoutre (23 mei 1944), na haar huwelijk Anja Ybema-Lepoutre, is een voormalig tennisspeelster uit Nederland.
In haar jeugd speelde Lepoutre bij tennisvereniging GLTB in Groningen. Bij GLTB speelde zij samen met Trudy Groenman.  Later speelde zij bij ELTV (Eindhoven). Zij werd twee keer jeugdkampioen, in 1962 en 1963. In 1962, 1963 en 1964 won zij de nationale dubbelspeltitel tijdens het NTK op de Mets Tennisbanen in Scheveningen, samen met Eva Duldig (1962 en 1963) respectievelijk Trudy Groenman (1964). In het damesenkelspel won zij in 1964 het Nederlands indoor-kampioenschap.
Internationaal succes bereikte Lepoutre op Wimbledon in 1964, waar zij de vierde ronde bereikte. Hierin verloor zij van de latere winnares Margaret Smith uit Australië (6-1 en 6-1).